# Relight My Fire
Relight My Fire è un brano musicale di Dan Hartman del 1979, uscito come singolo l'anno seguente. La traccia ebbe grande successo in tutto il mondo.

## Cover
Nel 1993 venne realizzata una cover della traccia da parte dei Take That insieme a Lulu che contribuì alla fama del gruppo britannico e a lanciare il fenomeno delle boy band. Dieci anni dopo il brano venne reinterpretato da Ricky Martin. Esiste anche una cover della traccia realizzata nel 2024 dai Cascada.